# Wonder Wizard (7702)
Wonder Wizard (số model: 7702) là một máy chơi trò chơi điện tử tại gia chuyên dụng thế hệ đầu tiên do hãng Magnavox sản xuất và được General Home Products (viết tắt là GHP) phát hành duy nhất tại Mỹ vào tháng 6 năm 1976.
Hệ máy này có hai bộ điều khiển game dạng nút bấm gắn kèm trong máy và chứa bảng mạch tương tự như hệ máy Magnavox Odyssey 300 và vỏ phần dưới giống như Magnavox Odyssey. Các nút bấm trông lớn hơn của Odyssey 300.

## Game
Hệ máy này bao gồm ba tựa game dựa trên Pong được cài sẵn:
- Handball
- Tennis
- Hockey

Cũng giống như Odyssey 300, Wonder Wizard sử dụng một công tắc để người chơi có thể chọn lựa giữa ba mức độ khó cài đặt trước.

## Thông số kỹ thuật
- CPU: General Instrument AY-3-8500 ("Pong-on-a-Chip")[3]
- Đầu vào: 2 bộ điều khiển game/lựa chọn tựa game, độ khó (pro, intermediate, beginner) và nút nguồn (bật/tắt/khởi động lại)[3]
- Màu sắc? Không.[3]
- Âm thanh? Có, phát qua loa tích hợp.[3]
- Kích cỡ: 14.5'' x 9'' x 4'' (l x h x w)[3]
- Nguồn điện: Bộ chuyển đổi nguồn điện 9 V AC (100 ma) hoặc pin 6 x C[3]

Hộp chuyển đổi trong phạm vi phân phối cũng giống như hộp của hệ máy Odyssey 100 đến 4000. Mặt trên của máy console có sẵn hai phiên bản: một với các nút màu bạc và thiết kế vân gỗ ở phần trên của vỏ, và một có các nút bấm màu đen và thiết kế toàn bộ bằng gỗ.